# Instytut Energii Atomowej

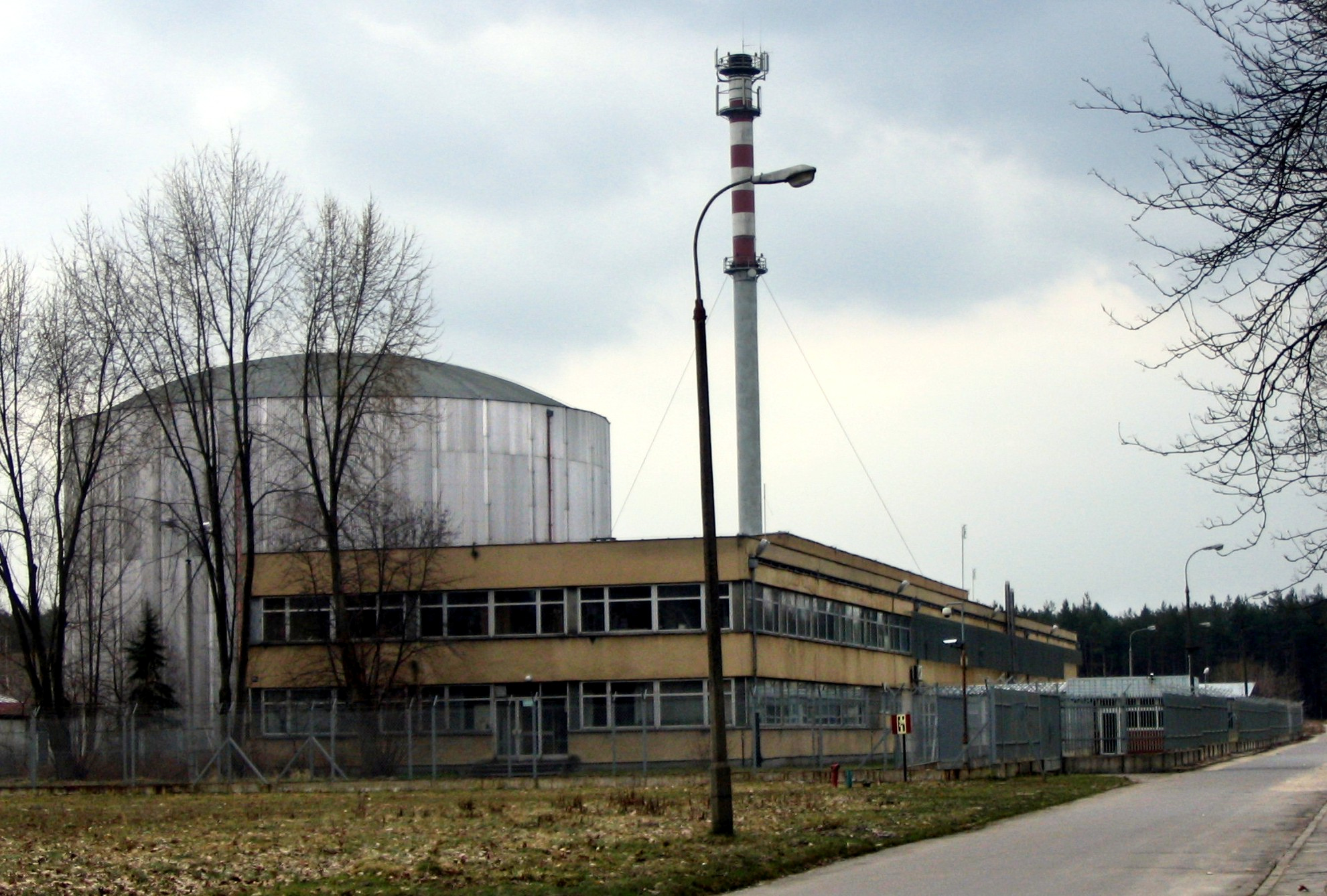
Reaktor Maria eksploatowany przez instytut

Instytut Energii Atomowej POLATOM – instytut badawczy działający w latach 1982 – 2011 znajdujący się w ośrodku badawczym w Otwocku-Świerku. Od 2011 działa w nowej formie organizacyjnej jako część Narodowego Centrum Badań Jądrowych.

## Historia
Powstał 13 grudnia 1982 roku w wyniku przekształcenia byłego Instytutu Badań Jądrowych w trzy nowe instytuty atomistyki: Instytut Problemów Jądrowych im. Andrzeja Sołtana, Instytut Chemii i Techniki Jądrowej oraz Instytut Energii Atomowej. Po decyzji Rady Ministrów RP z września 1990 o zarzuceniu projektu budowy elektrowni jądrowej w Żarnowcu zatrudnienie we wspomagającym ją IEA spadło w ciągu kolejnych dwóch lat z 1100 do 280 osób. W 2008 IEA zatrudniał 457 pracowników.
Dnia 22 maja 2007 roku, Zarządzeniem Nr 5/2007 Dyrektora Instytutu Energii Atomowej zmieniono dotychczasową nazwę na Instytut Energii Atomowej POLATOM.
1 września 2011 r. został włączony w skład Instytutu Problemów Jądrowych. Od tego dnia połączone instytuty działają pod nazwą Narodowe Centrum Badań Jądrowych.

## Działalność
Instytut eksploatuje jedyny w Polsce jądrowy reaktor badawczy Maria, który jest wykorzystywany do naświetlania neutronami materiałów dla wytwarzania izotopów promieniotwórczych, modyfikacji materiałów poprzez napromienianie ich neutronami lub promieniami gamma oraz wykorzystanie wiązek neutronów do badań naukowych i stosowanych.

## Zadania IEA POLATOM
- Bezpieczna eksploatacja i wykorzystanie jądrowego reaktora badawczego Maria
- Prace nad bezpieczeństwem jądrowym i ochroną radiologiczną
- Budowa i likwidacja obiektów jądrowych
- Postępowanie z odpadami promieniotwórczymi i wypalonym paliwem
- Inżynieria konstrukcyjnych materiałów jądrowych i konwencjonalnych
- Prognozowanie zagrożeń ludzi i środowiska po awariach przemysłowych i jądrowych
- Zastosowanie technik jądrowych w ochronie zdrowia i środowiska
- Badania nad alternatywnymi i proekologicznymi źródłami energii

## Kierownictwo Instytutu
Ostatnim dyrektorem Instytutu był Krzysztof Wieteska, a jego zastępcami: Stefan Chwaszczewski, Grzegorz Krzysztoszek, Henryk Michałowski oraz Jerzy Kozieł. Przewodniczącym rady naukowej działającej przy instytucie był Janusz Mika.